# ГЕС Валтерс
ГЕС Валтерс — гідроелектростанція у штаті Північна Кароліна (Сполучені Штати Америки). Використовує ресурс із річки Pigeon, котра незадовго до початку водосховища ГЕС Дуглас впадає ліворуч до Френч-Брод-Рівер, лівого витоку річки Теннессі (дренує Велику долину у Південних Аппалачах та після повороту на північний захід впадає ліворуч до Огайо, котра в свою чергу є лівою притокою Міссісіпі).
В межах проекту Pigeon перекрили бетонною арковою греблею висотою 56 метрів та довжиною 275 метрів, яка утримує витягнуте по долині річки на 8,4 км вузьке водосховище з площею поверхні 1,4 км2. Зі сховища під лівобережним масивом прокладений дериваційний тунель довжиною 10 км з діаметром 4,3 метра, який переходить у три напірні водоводи довжиною по 187 метрів з діаметром 2,4 метра (при цьому відстань між греблею та машинним залом по руслу річки становить 19,5 км). В системі також працює вирівнювальний резервуар баштового типу висотою 59 метрів та діаметром 13 метрів.
Основне обладнання станції становлять три турбіни типу Френсіс потужністю по 36 МВт, які при напорі у 263 метри забезпечують виробництво 348 млн кВт-год електроенергії на рік.